# Mateusz Małodziński
Mateusz Małodziński (ur. 17 maja 1983 w Tarnobrzegu) – polski polityk i przedsiębiorca, wicewojewoda małopolski (2022–2023).

## Życiorys
Uzyskał licencjat z turystyki w Państwowej Wyższej Szkole Zawodowej w Jarosławiu oraz magisterium z zarządzenia w turystyce i sporcie na Uniwersytecie Jagiellońskim, kształcił się też w Kingsborough Community College w Nowym Jorku. Zajmował się m.in. prowadzeniem przedszkola wraz z żoną. Zaangażował się w działalność polityczną w ramach Prawa i Sprawiedliwości. Od 2015 pracował jako doradca wicemarszałka Sejmu Ryszarda Terleckiego, następnie od 2019 do 2022 jako asystent posłanki do Parlamentu Europejskiego Beaty Mazurek. W 2018 bez powodzenia kandydował do rady Dzielnicy XII Bieżanów-Prokocim i Rady Miasta Krakowa. W 2023 wystartował bez powodzenia do Senatuw okręgu nr 33, a w 2024 do sejmiku małopolskiego. W 2025 ponownie wystartował do Senatu w tym samym okręgu, po raz drugi zajmując drugie miejsce.
7 lipca 2022 powołany na stanowisko drugiego wicewojewody małopolskiego. W grudniu 2023 zakończył pełnienie funkcji wicewojewody.

## Wyniki w wyborach ogólnopolskich
| Wybory | Komitet wyborczy  | Komitet wyborczy       | Organ             | Okręg | Wynik           |
| ------ | ----------------- | ---------------------- | ----------------- | ----- | --------------- |
| 2023   |                   | Prawo i Sprawiedliwość | Senat XI kadencji | nr 33 | 75 642 (29,10%) |
| 2025   | KWW "DLA KRAKOWA" | 15 675 (31,41%)        | Senat XI kadencji | nr 33 |                 |

## Odznaczenia
- Medal 100-lecia Powstania Policji Państwowej (NSZZ Policjantów) – 2023[10]